# 中國—葡萄牙關係
中葡关系（葡萄牙語：Relações entre China e Portugal）是指中华人民共和国与葡萄牙之间的双边关系，兩國於1979年2月8日建交。2005年，兩國建立全面戰略伙伴關係。

## 历史

### 1510年代至1740年代
中葡關係最早始于1513年的明朝時期，明人将葡萄牙与西班牙称为“佛郎机人”。葡萄牙人的第一次官方访问是1517-1518年间对广州的访问。这次访问由葡萄牙探险家费尔南·佩雷兹·德·安德拉德主导并取得不错成果，明朝允许由葡萄牙药剂师托梅·皮雷斯率领、由德·安德拉德的船队携带的使团前往北京。皮雷斯对中国人的印象是“就像我们一样白 (葡萄牙語：brancos como nós)，其中大部分穿着棉布和丝绸。”他的完整描述还将当时的中国人与德国人和他描述为“像我们一样的白种人”且外表与西班牙女士相似的女性进行了比较。 
明正德初年，葡萄牙商人即开始往来于中国的浙江舟山、寧波、福建泉州。由明朝海盗建立的，现位于舟山市六橫島的双屿港中就有大量葡萄牙定居者，双屿港也因此被认为是葡萄牙人在东方人口最多、最富有的定居点。同时，葡萄牙人在雙嶼港的走私貿易也一度繁榮。由于明朝的锁国封闭政策，实行海禁，嘉靖二十七年1548年，浙江巡抚朱纨派都指挥卢镗率兵进攻双屿港，港口以木石淤塞，城市被大火烧光。当地葡萄牙居民均被杀或乘船逃离。
1513年（明正德八年），葡萄牙航海家欧华利率一支船队行经珠江口沿岸一带，提出登陆及贸易通商之要求，但未获朝廷接纳，唯有在水面上与华民商人直接交易。同年，葡国上将薛奎罗（Diogo Lopes de Sequeira）率领商船、强行登陆“屯门海澳”，并于岸边探查据点，修筑工事，设刑场，制火器，刻石立碑以示占领。1523年，广东海道副使汪𬭎发起屯门海战并取胜，驱逐在粤之葡萄牙殖民者。明朝朝廷同时下令见到悬挂葡国旗帜的船只悉数击毁。嘉靖二年（1523年），葡萄牙人Martim Afonso de Melo Coutinho率领舰队到达广东新会县茜草湾要求接见广东布政使，请求许其和平贸易未果。在犹豫之时被明朝水师攻击，是为茜草湾战役最终以明朝水师胜利告终，明朝俘虏别都卢等42人，斩杀35人，缴获大小火炮20多门和战船2艘。茜草湾战役沉重打击了葡萄牙殖民者，从此直到嘉靖二十年（1541年），在中国的文献中没有发现葡萄牙在广东沿海的冒险经历。
1553年，葡萄牙人以“借地晾晒水浸货物”为借口，通过向明朝海道副使行贿，获准在廣東香山縣濠鏡請隙地建屋居住。但后来葡萄牙人日渐骄横并为香山县官府觉察，官府开始商讨驱逐葡萄牙人的办法，明王朝遂在香山县设立提调，备倭，巡辑，三个衙署的官员统称守澳官，他们负责管理澳门治安、防卫、兼管海关税务和行政事务。葡人除向广东市舶司缴纳船税外，每年贿赂广东海道副使500两白银，實為葡萄牙在廣東省与明王朝开展商贸往来的开始。
1571年，在葡萄牙人按惯例贿赂海道副使500两白银之时，因有广东布政使在场，翻译只好说那是付给朝廷的“地租银”，受贿官吏只得将把这笔“地租银”交由布政使上交国库。从此，葡萄牙人的贿赂变成了地租。后经交涉葡人每年上交地租白银500两（后增加至515两）并设立海关对商船抽税和议事亭向葡人夷目宣读命令与双方会商政务香山知县拥有最终司法处分权，葡人设立市政委员会（明称夷目），每3年举行一次选举和一支小型警卫队，建立税关，向停泊澳门的葡国船只另行收税，以维持澳葡政府经费。1574年明朝在莲花茎设立關閘由海防副使管理。1608年（萬曆三十六年），由於澳門有葡萄牙人聚居和日本倭寇的活動，明朝香山知縣蔡善繼以《條議制澳十則》加強對澳門的管治。
1646年，澳葡政府发兵300人、携大炮数门前来助战，一时使南明收复了不少失地。为了感谢传教士，1648年，永历帝家族皆在葡萄牙人的天主教会受洗成为天主教徒，同时宫中受洗的还有嫔妃50人，大员40人，太监无数。其嫡母王太后、妻子王皇后、太子朱慈炫都洗礼，但永历帝本人并未受洗。1648年10月，南明朝廷再陷危机，永历帝再次派人赴澳门求援，但澳葡当局仅以火枪百枝相助，显得微不足道。
清军平定广东后，除废除守澳官外，大致沿习明朝对澳措施，1685年，清朝于广州等地设立海关，并将澳门海关编入广州海关，并改称澳门关口，设防御1人、家人2人。1731年，清朝在澳门前山寨设立县丞衙门，作为香山县派驻机构。1744年，清朝又设立澳门海防军民同知指挥县丞衙门与澳门驻军。澳门同知“专理澳夷事务，兼管督捕海防，宣布朝廷之德意，申明国家之典章”、“遇有奸匪窜匿唆诱民夷斗争、盗窃、及贩卖人口、私运禁物等事，悉归查察办理”。1748年，华人李廷富和简亚二犯事，驻澳葡兵于大炮台拘捕，因拒不认罪被葡兵毒打致死。澳葡总督梅内泽斯拒不交出凶徒，次年经多番交涉，梅内泽斯交出凶手。此事件导致清朝于1749年颁布《澳夷善后事宜条议》，进一步加强清朝对澳门的全面管治。

### 1840年代至1920年代
1842年，清政府與英國簽訂《南京條約》割讓香港島後，葡萄牙派代表與清朝欽差大臣宗室耆英談判，要求豁免地租銀，并由葡萄牙軍隊駐防澳門半島。清政府斷然拒絕葡萄牙的要求，但維持已給予葡萄牙的各樣優待。及至1845年11月20日，葡萄牙女王瑪麗亞二世單方面宣佈澳門為自由港，除容許外國商船停泊進行貿易活動外，更拒绝向清朝政府缴纳地租銀。
1846年4月，亞馬留成为澳门总督后，开始推行一系列強硬措施及擴張政策。1846年5月，亞馬留單方面宣佈對華籍澳門居民徵收地租、人頭稅和不動產稅，把只對葡萄牙居民實行的統治權，擴大到華籍居民。亞馬留之舉立即引起駐澳的清朝官員的嚴重抗議與交涉。1849年，亞馬留悍然將清朝官員趕出澳門和搗毀清朝海關，並停止向清政府缴纳地租銀。亞馬留的舉動，進一步激起了華籍居民的民憤。結果，亞馬留在同年8月22日被刺殺身亡。
1849年，葡萄牙停止向清朝交地租並佔領關閘，此后其势力范围不断扩张，并在葡属澳门相继建立了澳门市、海島市。
1864年，葡萄牙政府任命澳门总督阿穆恩为首任驻华公使。1902年后改在北京派遣常任公使。

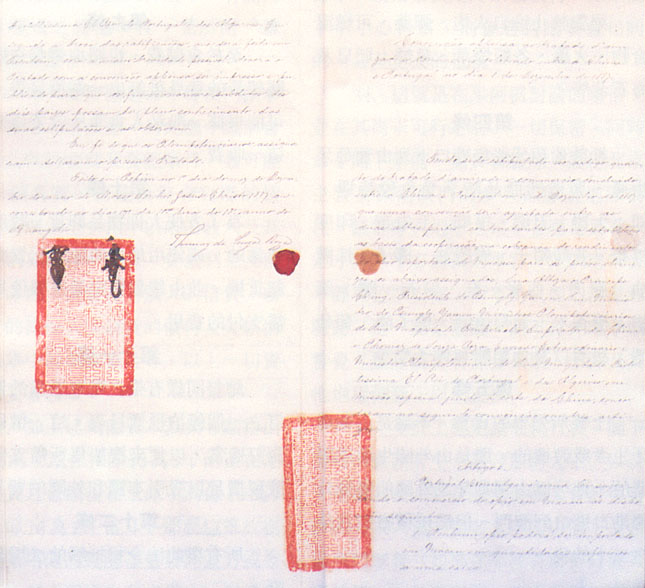
中葡里斯本草約

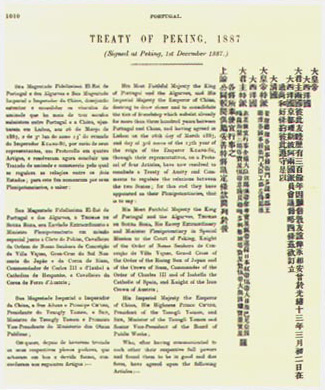
1887年之中葡和好通商條約

1862年，葡萄牙曾與清政府草簽《中葡和好貿易條約》，將澳門地區轉為葡萄牙屬地，但沒有成事，直至1886年（光緒12年），葡萄牙與英國代表藉鴉片緝私徵稅的合作與清政府談判。。
1887年（清光绪13年）3月26日，在清政府擔任海關總稅務司的英国人羅伯特·赫德指示金登幹前往里斯本，與曾任澳門總督的葡萄牙代表羅沙和葡萄牙外長巴羅果美（Henrique de Barros Gomes）舉行會議，並草簽了《中葡里斯本草約》。因《中葡里斯本草約》雙方己“定准在中國北京即議互換修好通商條約”，於是在同年12月1日，清政府派總理各國事務衙門大臣奕劻和工部左侍郎孫毓汶為代表，與葡萄牙代表羅沙在北京正式簽署《中葡和好通商條約》，條約當中列明中國同意葡國「永居、管理澳門」。不過為避免主权彻底丧失，清政府保留了将澳门让与他国的权利，葡萄牙若想将澳门让与他国，必须经过中方同意。除此之外，昔日該條約亦沒有划定界址。到次年4月28日兩國互換文書後，條約正式生效。及至1928年《中葡和好通商条约》第40年期满，須按条约內規定「10年修改一次」（第46條）。国民政府於7月10日通知葡萄牙驻华公使，声明《中葡和好通商条约》已於1928年4月28日期滿。其後在同年12月27日，国民政府與葡萄牙簽订《中葡友好通商条约》，澳門的地位與界址問題沒有被提及。但當時雙方以秘密召會所達成的默契，《中葡友好通商條約》並不廢除《中葡和好通商條約》，只對其中條款作出修訂，結果保留了有關澳門地位的條款。

### 1940年代至1990年代
1949年，中华人民共和国成立後，由於當時葡萄牙為反共的薩拉查政權「新國家」一黨專政，故没有与新成立的中华人民共和国建立外交關係。尽管如此，1971年10月25日，葡萄牙在聯合國大會上就中國代表權問題，與絕大多數歐洲國家一樣支持中華人民共和國取得「中國」席次。1975年1月6日，葡萄牙对外发布照会，同时还发表两项重要声明，其一是「葡萄牙认为中华人民共和国政府是中国唯一的合法代表，且台湾是中国领土不可分割的一部份」。:331。不久，葡萄牙承認中華人民共和國，并与中華民國斷交。1976年，葡萄牙总统恩尼斯在出席联合国大会期间，与当时的中国驻联合国代表黄华談及中葡建交與澳門問題的事宜。經過兩年的洽商，1979年2月8日，葡萄牙與中華人民共和國正式交換《建交公報》葡萄牙宣佈承認澳門屬於中國的領土，承認中國對澳門擁有主權。至此，葡萄牙政府改變立場與行動為中葡關係奠定了良好的基礎。中葡正式建交後，兩國官员開始頻繁互訪。1980年3月，澳門總督伊芝迪應中華人民共和國政府邀請訪問中國大陸，至1999年12月20日凌晨，葡萄牙政府將澳門主權移交中国。

## 高層交往
中國訪葡的有：中共中央總書記兼國家主席胡錦濤（2010年），中共中央總書記兼國家主席習近平（2014年過境特塞拉島，2018年國事訪問），中共中央政治局常委兼中央書記處書記劉云山（2014年），中共中央政治局常委兼國務院總理李克強（2016年過境特塞拉島），中共中央政治局常委兼全國人大常委會委員長張德江（2017年），國家副主席韓正（2023年）。
葡萄牙訪華的有：議長伽馬（2009年）、總統席爾瓦（2014年）、總理科斯塔（2016年訪華並出席中國—葡語國家經貿合作論壇第五屆部長級會議）、議長羅德里格斯（2018年）、總統德索薩（2019年對華進行國事訪問並出席第二屆“一帶一路”國際合作高峰論壇）。

## 經貿關係
2022年中葡雙邊貿易額為90.1億美元，同比增長2.4%。其中中國對葡萄牙出口59.8億美元，同比增長11.8%，自葡萄牙進口30.3億美元，同比下降12.1%。中國對葡萄牙出口商品主要有：電機電氣設備、機械器具、玩具、家具、鋼鐵製品等。進口商品主要有：機械器具、電機電氣設備、軟木及其製品、紙漿及廢紙、礦產品等。

## 文化交流
1552年，葡萄牙人方濟·沙勿略抵達上川岛（今江门大广海湾川岛镇），同年病逝於岛上。1630年，葡萄牙人何大化以耶穌會會士的身分抵達澳門，在澳門聖保祿學院學習漢語。1636年，進入明朝內地，前往杭州。1638年1月至1643年，被耶穌會派往武昌傳教，時值明朝末年，武昌駐地被毀。1643年，他到福州傳教。1666年，何大化因教案牽連，由福州被傳往北京訊問。1667年，與多位耶穌會會士被驅逐到廣州，任廣州駐地會長。1669年至1672年，任耶穌會中國副省區會長。1672年，耶穌會獲清廷平反，再度返回原駐地福州。1677年，何大化於福州逝世，葬於福州城外十字山。
1648年，另一个耶穌會葡萄牙籍的傳教士陽瑪諾進行勸化與邊顯基督教褔音書籍的工作，1659年3月1日，陽瑪諾卒於杭州，葬於杭州城外的方井。
中国与葡萄牙建交后，两国的文化交流更加频繁，中国的一些大学设立了葡萄牙语专业，而葡萄牙也有一些大学设立了孔子学院，教授中文与中医药学。

### 重要事件
- 1749年澳夷善后事宜条议
- 1862年中葡和好贸易条约
- 1887年中葡里斯本草约
- 1887年中葡和好通商条约
- 1987年中葡联合声明
- 1999年澳门回归

## 外部連結
- 中华人民共和国驻葡萄牙共和国大使馆官方网站（简体中文）（葡萄牙文）
  - 中华人民共和国驻葡萄牙共和国大使馆经济商务处官方网站（简体中文）
- 葡萄牙共和国驻华大使馆（简体中文）（英文）（葡萄牙文）
- 葡萄牙駐澳門及香港總領事館（繁體中文）（葡萄牙文）
- 葡萄牙駐澳門及香港總領事館的Facebook專頁（葡萄牙文）

## 扩展阅读
- Keevak, Michael. . Princeton and Oxford: Princeton University Press. 18 April 2011  [2023-12-05]. ISBN 978-1-4008-3860-8. （原始内容存档于2023-12-05） （英语）.